# Istmo di Fitzcarrald

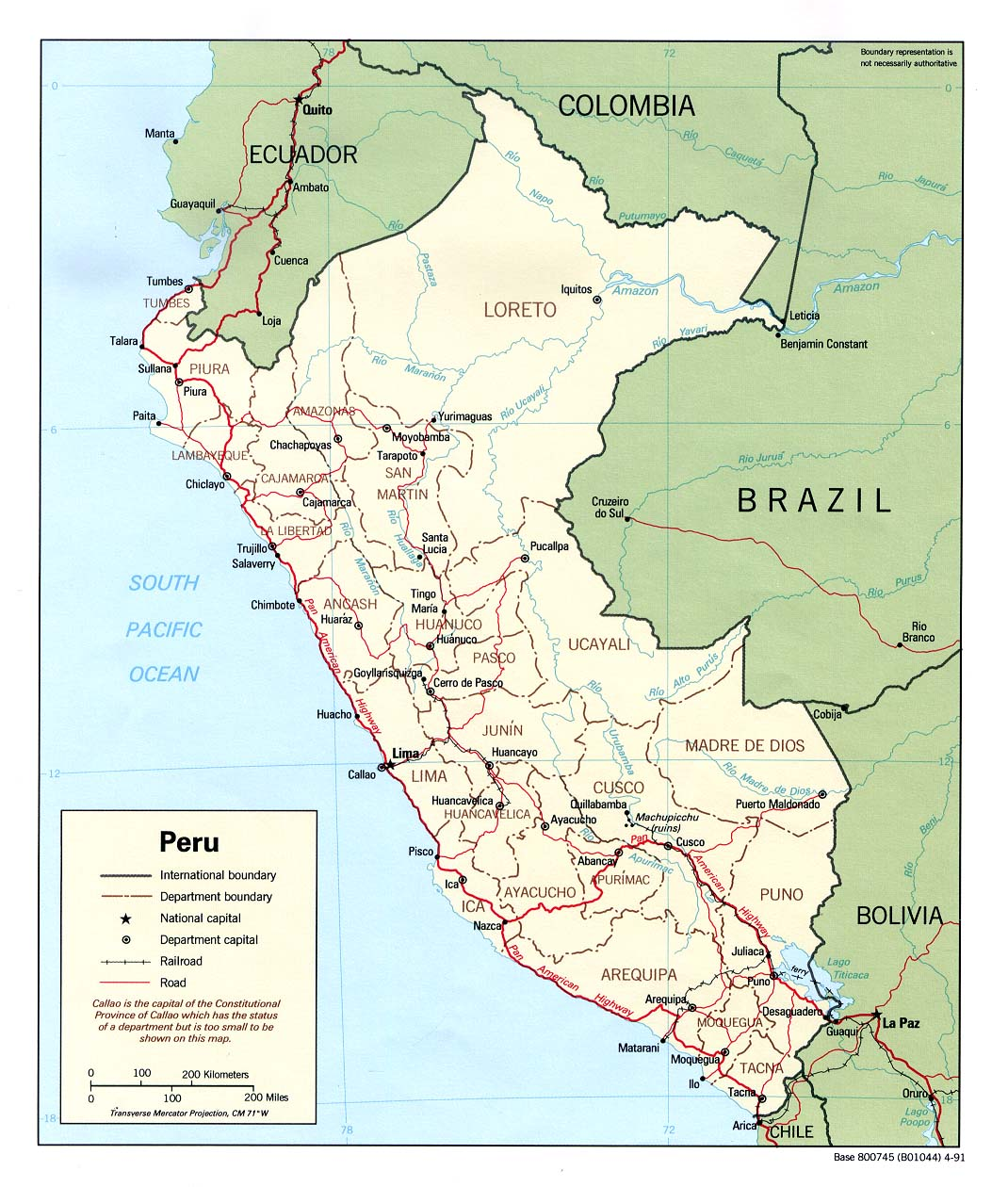
L'istmo di Fitzcarrald si situa tra i bacini dei fiumi Urubamba e Madre de Dios (nella parte centrale della mappa).

L'istmo di Fitzcarrald è una striscia di terra in Perù che mette in comunicazione i bacini dei fiumi Ucayali e Madeira (affluenti del Rio delle Amazzoni). È stato scoperto da Carlo Fermín Fitzcarrald, coltivatore di gomma, nell'1895 e secondo diversi storici si trattò della scoperta geografica più importante del Perù durante il secolo XIX.

## Geografia
L'istmo di Fitzcarrald comincia sul margine destro del fiume Serjalí (affluente sinistro del fiume Mishagua, che si getta nell'Urubamba, e questo a sua volta nell'Ucayali, e questo in seguito nel Rio delle Amazzoni, che finalmente sfocia nell'Oceano Atlantico). In questo punto ha un'altezza di 332 metri sul livello del mare; il cammino dell'istmo transita per 11,5 km attraverso la montagna, toccando la quota massima di 469 metri, e scendendo poi fino al fiume Caspajali, con il quale si interseca alla quota di 352 metri. Le acque di quest'ultimo scendono fino al fiume Manú, affluente del Madre de Dios, questo del Beni e questo del Madeira, che finisce anche lui nel rio delle Amazzoni.

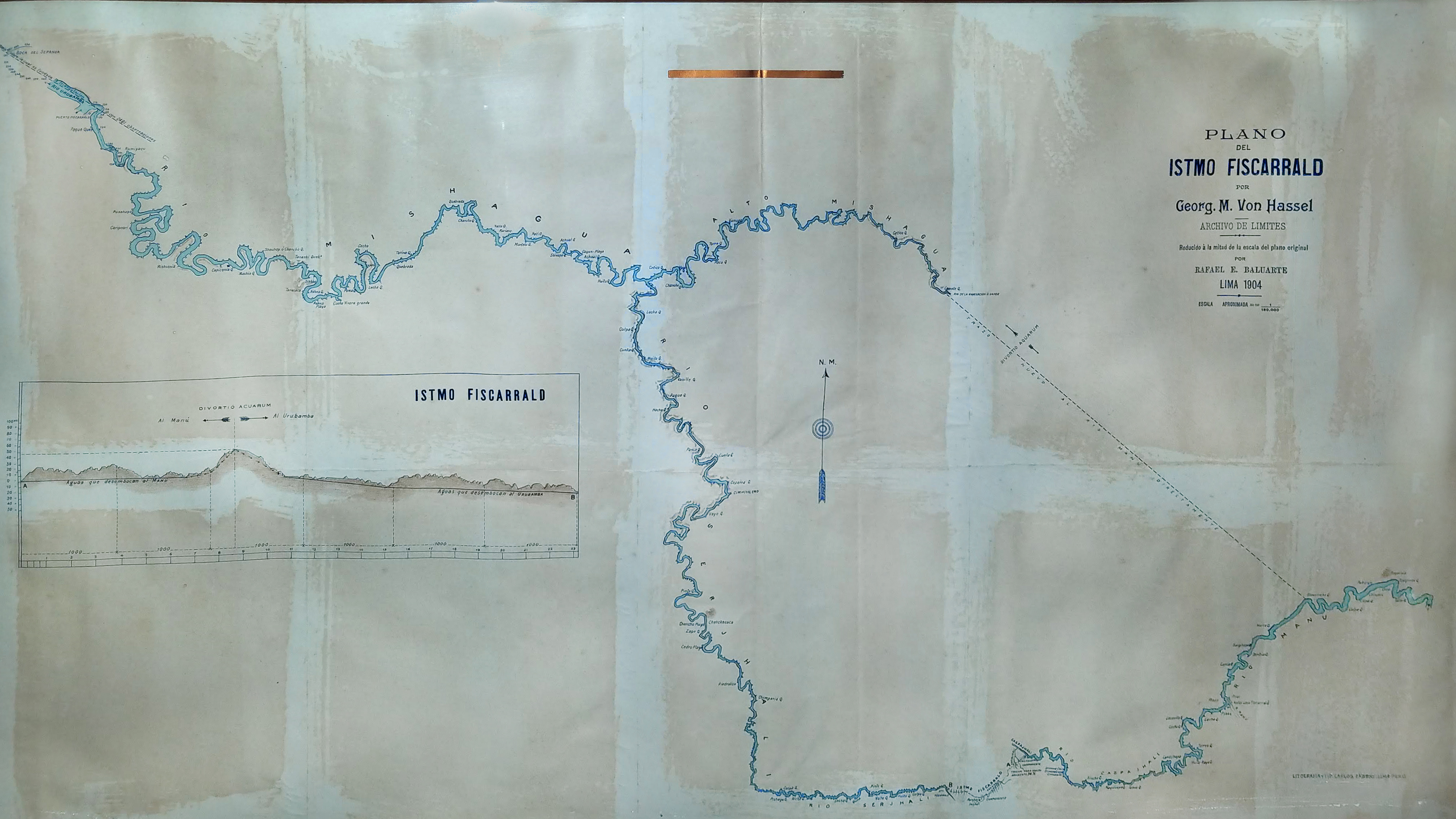
L'istmo di Fitzcarrald in una mappa del 1904.

## Storia

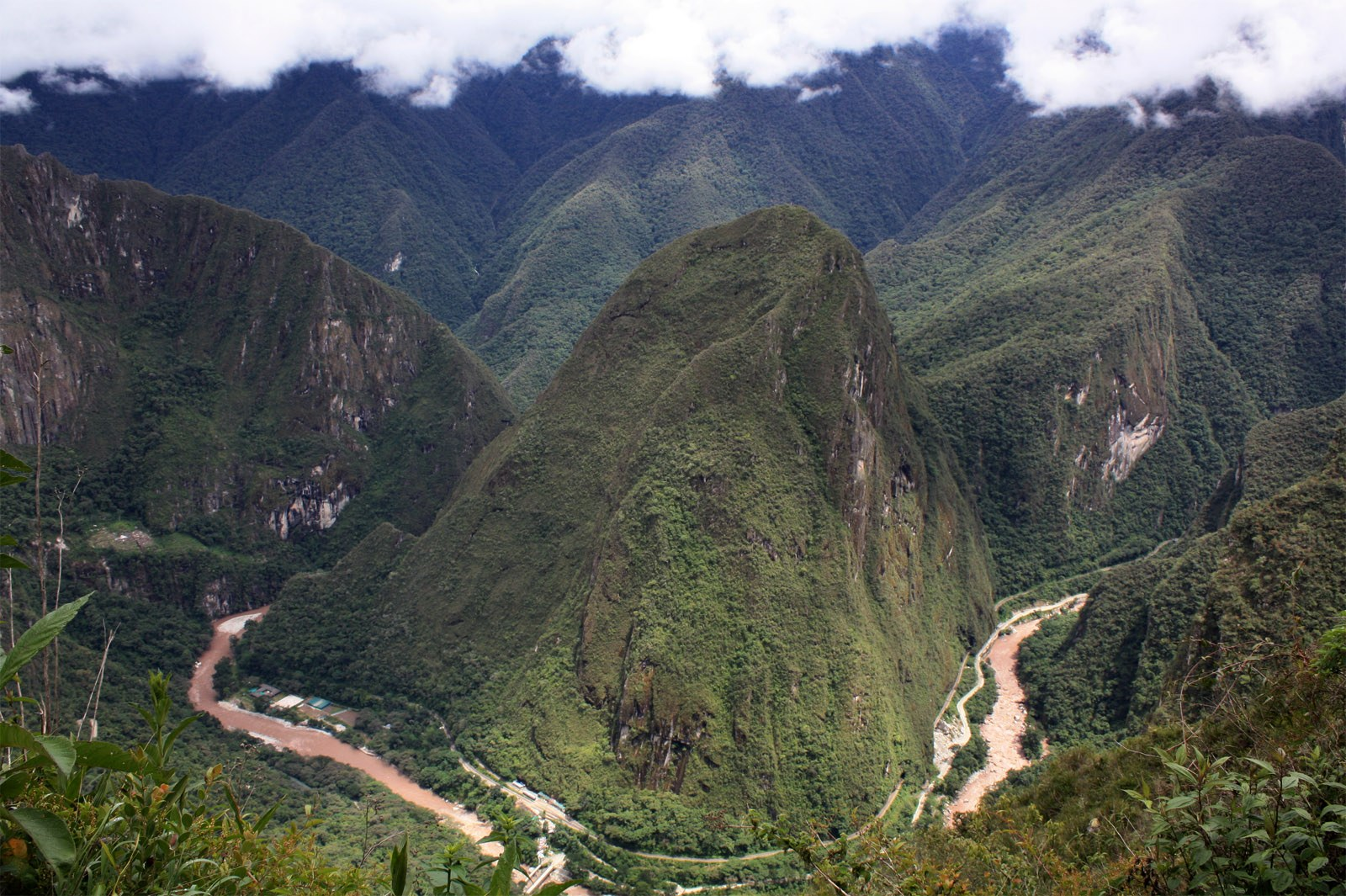
Fiume Urubamba, visto da Machu Picchu.

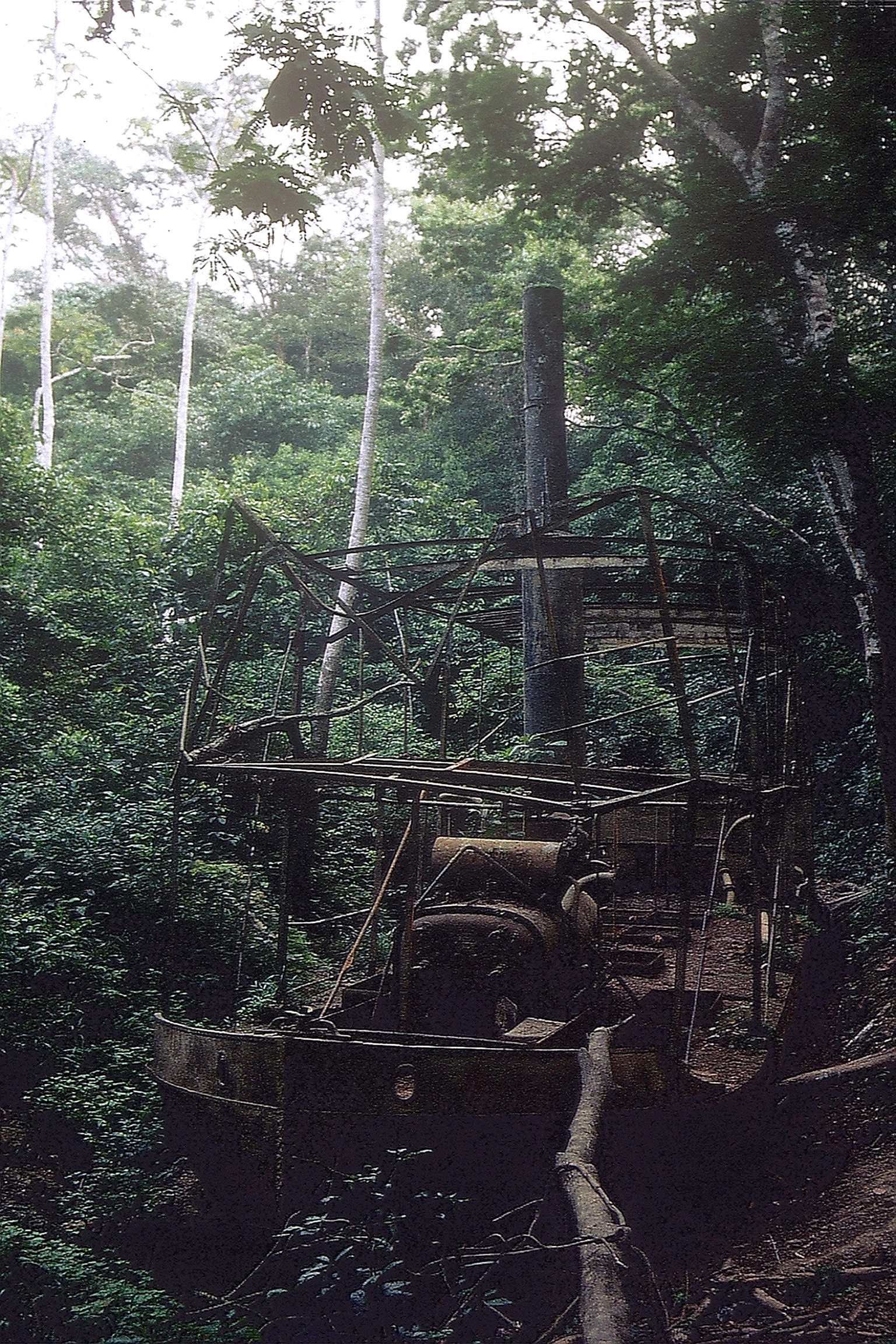
Resti della barca usata per il film Fitzcarraldo (1985).

Tra il 1894 e il 1895, Carlo Fermin Fitzcarrald ha esplorato la regione di Madre de Dios in cerca di alberi della gomma. Ha fatto tre viaggi partendo da Iquitos: per il primo ha mobilitato 300 persone risalendo l'Ucayali, seguendo per l'Urubamba, fino alle fonti del fiume Camisea. Ha saputo dai locali che esisteva un fiume che scorreva parallelo al Camisea, ma in senso contrario. È partito alla sua ricerca, aprendosi passo nella giungla e trasportando utensili e canoe. Localizzato il passo, sono discesi per i fiumi Manú e Madre de Dios, arrivando fino al villaggio di Carmen, in Bolivia. Fitzcarrald si rese conto rapidamente del potenziale commerciale di quella rotta.
Il secondo viaggio ha avuto luogo quello stesso anno, con la stessa destinazione, ma usando un tragitto differente: sono passati dal Mishagua, un altro affluente dell'Urubamba. Il terzo viaggio, fatto nel 1895, è il più conosciuto perché ha trasportato il piroscafo Contamana, parzialmente smontato, attraverso la giungla, trascinato da circa 300 indigeni campa. Il viaggio nella giungla è durato più di due mesi, e l'imbarcazione ha percorso un tragitto di 9 chilometri, fino poterla rimetterla in acqua nel fiume Madre de Dios e scendere fino al Carmen.
Dopo l'apertura del passo, Fitzcarrald ha stabilito relazioni commerciali con altri grandi coltivatori di gomma (Antonio Mucca Diaz, Nicolas Suarez...), che erano interessati a trasportare i propri carichi attraverso l'istmo di Fitzcarraldo.

## Stato odierno
Dopo la febbre del caucciù, la regione di Madre de Dios ha perso la sua importanza commerciale e l'istmo di Fitzcarrald è caduto in disuso. Nonostante questo, continua ad essere considerato un passo strategico e esistono progetti per la sua riabilitazione, tanto come cammino terrestre, come in forma di canale fluviale che permetta di superare il dislivello di 20 m tramite un sistema di chiuse.